# Battaglia di Ghazni (1151)
La battaglia di Ghazni fu combattuta nel 1151 tra l'esercito ghuride di Ala al-Din Husayn e l'esercito del sultano ghaznavide Bahram-Shah di Ghazna. Il sovrano ghuride sconfisse Bahram-Shah, catturò la città e la distrusse, vendicando così l'uccisone di suo fratello Quṭb ud-Dīn nel 1149.